# Leonid Fiodorow (muzyk)
Leonid Walentinowicz Fiodorow, ros. Леонид Валентинович Фёдоров (ur. 8 stycznia 1963 w Leningradzie) – radziecki i rosyjski muzyk, założyciel i lider grupy rockowej AukcYon.

## Życiorys
Lider AukcYona urodził się w Leningradzie. Muzyką zainteresował się będąc dzieckiem. Rodzice wspierali syna w rozwijaniu swojej pasji, Fiodorow wspominał, że gitary dla członków jego pierwszego zespołu wykonał ojciec.
W 1978 roku Leonid wraz z kolegami ze szkoły założył grupę muzyczną pod nazwą Faeton.
W 1981 roku został studentem Instytutu Politechnicznego, podejmując naukę na wydziale matematyczno – fizycznym. Zdecydował się na zapis do tej placówki, gdyż z uwagi na to, że był to instytut wojskowy, studenci byli zwolnieni z obowiązku zasadniczej służby wojskowej. Po uzyskaniu dyplomu przez półtora roku pracował w biurze projektów przedsiębiorstwa Russkije samocwiety (ros. Русские самоцветы), zajmującego się obróbką złota.
W 1982 roku zadebiutował na scenie wykonując z resztą składu autorskie post – punkowe utwory, do których teksty napisał Dmitrij Ozierski. Rok później zespół zmienił nazwę na AukcYon, co zbiegło się w czasie z pierwszym występem kolektywu w Leningradzkim Rock Klubie.

Pod koniec lat 80. Leonid odszedł z pracy, by całkowicie poświęcić się muzycznej twórczości. – 
„Sami mnie zwolnili – za to, że przez dwa dni nie przychodziłem do pracy, myśląc, że później wszystko nadrobię. A tak nie można było! Z początku bardzo się zdenerwowałem, ojciec poszedł się za mną wstawić, ale znowu zostałem zwolniony... tym razem na własne życzenie. Rodzice powiedzieli, że oszalałem, bo w Rock Klubie występowaliśmy tylko pięć razy w roku i to całkowicie bezpłatnie. Cieszyliśmy się sceną i dźwiękami – to było wszystko co otrzymywaliśmy. Ale w 1988 roku pojawiła się możliwość, można tak powiedzieć, niebezpłatnego przedsięwzięcia.” – wspominał.
Na początku lat 90. wraz z AukcYonem podróżował po Europie występując mn. we Francji i w Niemczech.
W 1997 roku wydał swój pierwszy solowy album „Czetyriespołowinojtonny” (ros. „Четыресполовинойтонны”).
W tym czasie Fiodorow zaangażował się w rolę producenta rosyjskiej grupy rockowej Leningrad, pomagając zespołowi w nagraniu i promocji ich debiutanckiego albumu „Pula” (ros. „Пуля”).
Od wielu lat współpracuje z jazzowym kontrabasistą Władimirem Wołkowem będącym założycielem grupy Wołkowtrio. Pierwszym wspólnym projektem obu muzyków był album „Zimy nie budiet” (ros. „Зимы не будет”) wydanym w 2000 roku.

## Dyskografia

### Solowe
- 1997 – Czetyriespołowinojtonny (ros. Четыресполовинойтонны)
- 2001 – Anabena (ros. Анабэна)
- 2003 – Lilowyj dien' (ros. Лиловый день)
- 2012 – Wiesna (ros. Весна)
- 2016 – Psalmy (ros. Псалмы)

### We współpracy z Władimirem Wołkowym
- 2000 – Zimy nie budiet (ros. Зимы не будет)
- 2005 – Tajał (ros. Таял)
- 2005 – Biezondiers (ros. Безондерс)
- 2006 – Krasota (ros. Красота)
- 2007 – Romansy (ros. Романсы)
- 2008 – Snop snow (ros. Сноп снов)
- 2008 – Dusziepoleznyje piesni na każdyj dien' (ros. Душеполезные песни на каждый день)
- 2009 – Wołny (ros. Волны)
- 2010 – Razinrimilew (ros. Разинримилев)
- 2010 – Wolfgang
- 2013 – Jesli jego niet (ros. Если Его Нет)
- 2014 – Motylki (ros. Мотыльки)
- 2015 – Elegija (ros. Элегия)
- 2016 – Groza (ros. Гроза)

### We współpracy z Anri Wołochonskim
- 2004 – Gory i rieki (ros. Горы и реки)
- 2004 – Dżois (ros. Джойс)

### We współpracy z grupą Kruzensztern i parochod (ros.Крузенштерн и пароход)
- 2013 – Byt’ wiezdie (ros. Быть везде)
- 2015 – Wzryw cwietow (ros. Взрыв цветов)
- 2015 – W trawie (ros. В траве)